# Dominique Sanda
Dominique Sanda, pseudonimo di Dominique Marie-Françoise Renée Varaigne (Parigi, 11 marzo 1951), è un'attrice francese.

## Biografia
Nata a Parigi in una famiglia borghese e cattolica, da Lucienne Pichon e Gérard Varaigne, a 13 anni lascia la scuola per diventare modella e indossatrice, comparendo nel 1968 sulla copertina di Vogue. Viene scoperta da Robert Bresson, che, colpito dalla sua presenza e dal suo timbro di voce, la fa esordire come protagonista tragica e intensa del suo film Così bella, così dolce (1969). Nella prima metà degli anni settanta, il suo periodo lavorativamente più interessante, prende parte a una lunga serie di pellicole d'autore, dando vita a personaggi difficili, ambigui e tormentati e oltremodo affascinanti.
Lavora con i migliori registi italiani ed europei: Bernardo Bertolucci, con il quale gira Il conformista (1970) e Novecento (1976), Vittorio De Sica, per il quale veste i panni dell'intensa Micol in Il giardino dei Finzi Contini (1970), Luchino Visconti, con cui gira Gruppo di famiglia in un interno (1974), Marguerite Duras, con Le camion (1977), e Mauro Bolognini, con L'eredità Ferramonti (1976), che le vale il premio come migliore attrice al festival di Cannes. Nello stesso periodo prende parte anche ad alcune produzioni hollywoodiane, diretta da registi come John Huston in L'agente speciale Mackintosh (1973), John Frankenheimer in Questo impossibile oggetto (1973) e J. Lee Thompson in Caboblanco (1980).
Con Al di là del bene e del male (1977) di Liliana Cavani, sembra esaurirsi il suo periodo più intenso e le sue apparizioni si diradano soprattutto in film francesi e in ruoli più leggeri. Molto legata all'Italia, resta comunque una presenza costante, seppure sporadica, nel cinema italiano anche negli anni successivi, in cui lavora con Lina Wertmüller in In una notte di chiaro di luna (1989), Damiano Damiani in Il treno di Lenin (1988), Gianfranco Mingozzi in Le lunghe ombre (1987), Dino Risi in Tolgo il disturbo (1990), sebbene con ruoli di secondo piano; in seguito gira molti film in Argentina. Dopo diversi anni in cui interpreta prevalentemente dei film per la televisione, compare nel thriller di Mathieu Kassovitz I fiumi di porpora (2000); successivamente si dedica soprattutto al teatro.

## Filmografia parziale

### Cinema

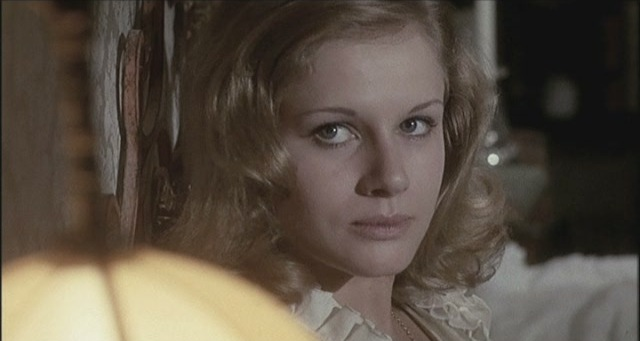
Dominique Sanda ne Il giardino dei Finzi-Contini (1970)

Dominique Sanda con Robert De Niro in Novecento (1976)

- Così bella, così dolce (Une Femme douce), regia di Robert Bresson (1969)
- Primo amore (Erste Liebe), regia di Maximilian Schell (1969)
- Il conformista, regia di Bernardo Bertolucci (1970)
- Il giardino dei Finzi Contini, regia di Vittorio De Sica (1970)
- La notte dei fiori, regia di Gian Vittorio Baldi (1970)
- Senza movente (Sans mobile apparente), regia di Philippe Labro (1971)
- Questo impossibile oggetto (Story of a Love Story), regia di John Frankenheimer (1973)
- L'agente speciale Mackintosh (The Mackintosh Man), regia di John Huston (1973)
- Il lupo della steppa (Steppenwolf), regia di Fred Haines (1974)
- Gruppo di famiglia in un interno, regia di Luchino Visconti (1974)
- Novecento, regia di Bernardo Bertolucci (1976)
- L'eredità Ferramonti, regia di Mauro Bolognini (1976)
- Al di là del bene e del male, regia di Liliana Cavani (1977)
- Close up: Dominique Sanda ou le rêve éveillé, regia di Louis Malle (1977)
- L'ultima odissea (Damnation Alley), regia di Jack Smight (1977)
- La Chanson de Roland, regia di Frank Cassenti (1979)
- Utopia, regia di Iradj Azimi (1979)
- Le Navire Night, regia di Marguerite Duras (1979)
- Caboblanco, regia di J. Lee Thompson (1980)
- Un dolce viaggio (Le Voyage en douce), regia di Michel Deville (1980)
- Storia di donne (Les Ailes de la colombe), regia di Benoît Jacquot (1981)
- Una camera in città (Une Chambre en ville), regia di Jacques Demy (1982)
- Le Matelot 512, regia di René Allio (1984)
- Corps et biens, regia di Benoît Jacquot (1986)
- I mendicanti (Les Mendiants), regia di Benoît Jacquot (1987)
- Le lunghe ombre, regia di Gianfranco Mingozzi (1987)
- Il treno di Lenin, regia di Damiano Damiani (1988)
- In una notte di chiaro di luna, regia di Lina Wertmüller (1989)
- Tolgo il disturbo, regia di Dino Risi (1990)
- Yo, la peor de todas, regia di María Luisa Bemberg (1990)
- Il viaggio (El viaje), regia di Fernando Ezequiel Solanas (1990)
- Rosen von Emil, regia di Radu Gabrea (1992)
- Der grüne Heinrich, regia di Thomas Koerfer (1992)
- Albert Savarus, regia di Alexandre Astruc (1993)
- Intrigo in alto mare (Der fall Lucona), regia di Jack Gold (1993)
- Brennendes Herz, regia di Peter Patzak (1994)
- Der grüne Heinrich, regia di Thomas Koerfer (1996)
- L'universo di Jacques Demy, regia di Agnès Varda (1998)
- Garage Olimpo, regia di Marco Bechis (1999)
- I fiumi di porpora (Les Rivières pourpres), regia di Mathieu Kassovitz (2000)
- Un beau dimanche, regia di Nicole Garcia (2013)
- Saint Laurent, regia di Bertrand Bonello (2014)
- Il paradiso del pavone, regia di Laura Bispuri (2021)

### Televisione

Dominique Sanda nel film Il decimo clandestino (1989)

- La Naissance du jour, regia di Jacques Demy (1981)
- Il decimo clandestino, regia di Lina Wertmüller (1989)
- L'Achille Lauro - Viaggio nel terrore (Voyage of Terror: The Achille Lauro Affair), regia di Alberto Negrin (1990)
- Voglia di vivere, regia di Lodovico Gasparini (1990)
- Non siamo soli, regia di Paolo Poeti (1991) - miniserie televisiva
- Der lange Weg des Lukas B., regia di Allan King (1992)
- Joseph, regia di Robert Young (1994)

## Doppiatrici italiane
- Livia Giampalmo in Il giardino dei Finzi Contini, Gruppo di famiglia in un interno, L'eredità Ferramonti
- Rita Savagnone in Il conformista, Novecento, L'ultima odissea
- Vittoria Febbi in L'agente speciale Mackintosh, Intrigo in alto mare
- Maria Pia Di Meo in Il treno di Lenin, I fiumi di porpora
- Emanuela Rossi in Caboblanco
- Sonia Scotti in Tolgo il disturbo
- Valeria Falcinelli in Il lupo della steppa (ridoppiaggio)